# Harald Steinhagen
Harald Steinhagen (* 23. Januar 1939 in Flensburg) ist ein deutscher Literaturwissenschaftler.

## Leben
Er studierte Germanistik, Gräzistik und Philosophie in Tübingen. Er wurde 1968 zum Dr. phil. promoviert und habilitierte sich 1975 für das Fachgebiet Deutsche Philologie an der Universität Tübingen. Er war ab 1976 Professor für Neuere deutsche Literaturgeschichte an der Universität Bonn.
Zu seinen Forschungsgebieten gehören Drama und Dramentheorie, Barock, Aufklärung, Friedrich Schiller, Georg Büchner, Heinrich Heine, Gottfried Benn, Bertolt Brecht, Realismus, Metrik, Hermeneutik sowie Literatursoziologie.

## Schriften (Auswahl)
- Die statischen Gedichte von Gottfried Benn. Die Vollendung seiner expressionistischen Lyrik. Stuttgart 1969, OCLC 167485.
- Wirklichkeit und Handeln im barocken Drama. Historisch-ästhetische Studien zum Trauerspiel des Andreas Gryphius. Tübingen 1977, ISBN 3-484-18046-3.